# Patrick Soon-Shiong

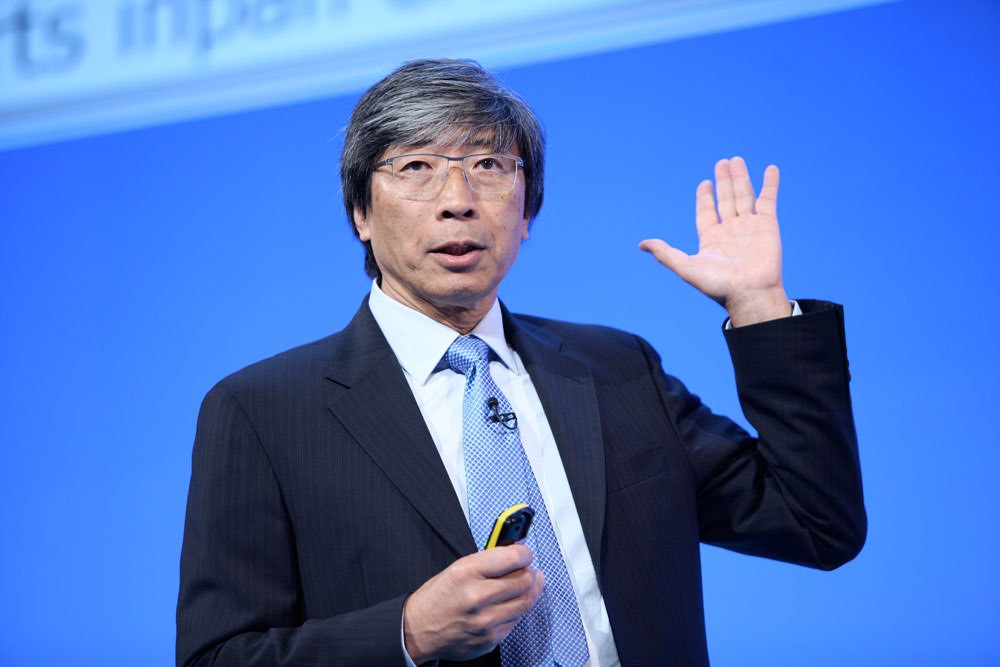
Patrick Soon-Shiong

Patrick „Pat“ Soon-Shiong (* 29. Juli 1952 in Port Elizabeth, Südafrika) ist ein südafrikanisch-US-amerikanischer Unternehmer und Chirurg.

## Leben
Seine chinesischen Eltern stammen aus Taishan in Guangdong und flohen im Zweiten Weltkrieg nach Südafrika. Soon-Shiong studierte an der University of Witwatersrand, an der University of British Columbia und an der University of California at Los Angeles Medicine & Surgery. Er ist als Hochschullehrer an der University of California in Los Angeles tätig und ist in der Krebsforschung spezialisiert. Ihm gelang unter anderem die Entdeckung von Wirkstoffen zur besseren Behandlung von Brustkrebs. 1991 gründete er das Pharmazieunternehmen Abraxis BioScience, das er 2010 an das US-amerikanische Unternehmen Celgene verkaufte, und 1997 gründete er das Pharmazieunternehmen American Pharmaceutical Partners (APP). Letzteres Unternehmen veräußerte er 2008 an das deutsche Unternehmen Fresenius Kabi. Soon-Shiong gründete auch die Stiftung Chan Soon-Shiong Family Foundation. Soon-Shiong ist mit der Schauspielerin Michele B. Chan verheiratet und hat zwei Kinder.
Seit Februar 2018 ist Patrick Soon-Shiong der Eigentümer der Zeitung Los Angeles Times sowie der San Diego Union-Tribune. Soon-Shiong zahlte dafür 500 Millionen Dollar. Im Präsidentschaftswahlkampf 2024 wurde sein Eingriff in die redaktionellen Abläufe vielfach kritisiert, nachdem er der Redaktion der Times untersagt hatte, eine Wahlempfehlung für Kamala Harris zu veröffentlichen.

## Vermögen
Patrick Soon-Shiong ist Multi-Milliardär. Mit geschätzten 11,9 Milliarden US-Dollar belegt er Platz 81 in der Forbes-Liste der reichsten Menschen der Welt 2016.